# Амаргоса (Техас)
Амаргоса (англ. Amargosa) — переписна місцевість (CDP) в США, в окрузі Джим-Веллс штату Техас. Населення — 305 осіб (2020).

## Географія
Амаргоса розташована за координатами 27°53′28″ пн. ш. 98°6′36″ зх. д. / 27.89111° пн. ш. 98.11000° зх. д. (27.891132, -98.110027).  За даними Бюро перепису населення США в 2010 році переписна місцевість мала площу 3,95 км², з яких 3,93 км² — суходіл та 0,02 км² — водойми.

## Демографія
Згідно з переписом 2010 року, у переписній місцевості мешкала 291 особа в 86 домогосподарствах у складі 65 родин. Густота населення становила 74 особи/км².  Було 95 помешкань (24/км²).
Расовий склад населення:
| - 90,4 % — білих - 8,6 % — осіб інших рас |

До двох чи більше рас належало 1,0 %. Частка іспаномовних становила 91,1 % від усіх жителів.
За віковим діапазоном населення розподілялося таким чином: 34,7 % — особи молодші 18 років, 57,4 % — особи у віці 18—64 років, 7,9 % — особи у віці 65 років та старші. Медіана віку мешканця становила 29,3 року. На 100 осіб жіночої статі у переписній місцевості припадало 102,1 чоловіків;  на 100 жінок у віці від 18 років та старших — 104,3 чоловіків також старших 18 років.
Цивільне працевлаштоване населення становило 15 осіб. Основні галузі зайнятості: освіта, охорона здоров'я та соціальна допомога — 100,0 %.